# Бондарчук Сергій Васильович
Сергі́й Васи́льович Бондарчу́к (31 жовтня 1971) — український громадсько-політичний діяч, офіцер СБУ, Герой України (2010).

## Біографія
1993 — Закінчив Київське вище загальновійськове училище імені Фрунзе.
1994 — Закінчив Інститут Служби безпеки України.
2004 — Закінчив Київський національний університет імені Тараса Шевченка, економічний факультет.
2015 — Закінчив Defense academy of the U.K. м. Лондон.
- 1993—1995 — офіцер СБУ.
- 1995—2001 — топменеджер, власник компанії у сфері енергетики, ВПК. Займав пост заступника голови концерну «Енергообладнання» харківського бронетанкового заводу.
- 2002—2005 — Народний Депутат України. Довірена особа Віктора Ющенка. Учасник Помаранчевої революції.
- 23 березня 2005 року указом президента України В. Ющенко призначений генеральним директором державної компанії з експорту та імпорту продукції та послуг військового та спеціального призначення «Укрспецекспорт».
- Серпень 2008 року — донині — персона non grata в РФ. Видана санкція на арешт від ФСБ через активну участь в укріпленні боєздатності Грузії під час Російської агресії.
- 10 червня 2010 року — указом президента Віктора Януковича — звільнений з посади генерального директора «Укрспецекспорта».
- 2010 — Президент благодійного фонду «Нові традиції».
- 2010—2013 — член керівництва партії Віктора Ющенка «Наша Україна», ініціатор її розпуску. Причиною розпуску став доведений факт замін членів дільничих комісій та спостерігачів від партії «Наша Україна» в інтересах «Партії Регіонів», що дало змогу фальсифікувати вибори до парламенту у 2012 році. У зв'язку з доведеними фактами, прогресивним крилом партії було прийнято рішення про її публічний розпуск.
- 2012 року за підтримки голови фонду «Нові традиції» Сергія Бондарчука українська письменниця Лариса Ніцой ініціювала щорічне святкування в Україні Всесвітнього дня письменника[1].
- 2012—2013 — організатор публічних ініціатив задля укріплення євроінтеграційного вектора України: «Євронаступ», «Єврореферендум», «Круглий стіл заради європейського майбутнього», «Вільні люди».
- 08.11.2013 — Публічно заявляє про те, що якщо договір про асоціацію з ЄС не буде підписано, в країні відбудеться Євромайдан. Стає автором формулювання «Євромайдан». Після початку Євромайдану, організація «Вільні люди» стає основою для 14-ї та 15-ї сотні самооборони.
- Травень 2014 року — Повернувся на службу до СБУ, спецпідрозділ «Альфа».
- Грудень 2014 року — Був направлений у відрядження для навчання до Великої Британії. Навчання тривало до травня 2015 року в Defense academy of the U.K.
- У 2015 році звернувся до влади Великої Британії за політичним притулком у зв'язку із політичним переслідуванням на території України з боку президента П. Порошенко.
- 2018 — отримав політичний притулок у Великій Британії у зв'язку із визнанням кримінальної справи сфабрикованою Генеральною Прокуратурою України за вказівкою президента П. Порошенко. У цьому ж році Україні було відмовлено у запиті на екстрадицію.
- 26.12.2019 — все ще перебуває в розшуку в Україні[2].

## Відзнаки
18 лютого 2010 року (в останній тиждень на посту президента Віктор Ющенко) «за визначні особисті заслуги перед Українською державою у розвитку військово-технічного співробітництва, піднесення міжнародного авторитету України, багаторічну плідну працю генеральному директору Державної компанії з експорту та імпорту продукції і послуг військового та спеціального призначення» Сергію Бондарчуку присвоєно звання Герой України з врученням ордена Держави.
5 листопада 2013 року «За величезний внесок у справу підвищення обороноздатності та захист незалежності і суверенітету Грузії» Президент Грузії Міхеіл Саакашвілі нагородив Сергія Бондарчука орденом Вахтанга Горгасалі I ступеня.

## Кримінальне переслідування
10 червня 2010 року Бондарчук був звільнений з посади директора «Укрспецекспорту» і через місяць оформив банківський вклад на 12 млн доларів.
У листопаді 2014 року Бондарчук договір розірвав і вніс 10 млн доларів на депозитний рахунок матері у філії «Місто Банк».
Від 19 липня 2014 року розслідується справа за фактом вчинення службовими особами «Укрспецекспорту» шляхом зловживання своїм службовим становищем розтрати державних коштів в особливо великих розмірах — перерахування у період з січня 2005 року по липень 2008 року з рахунків ДК «Укрспецекспорт» на користь закритого акціонерного товариства «Аеропартнер» 7,6 млн доларів та 69 000 євро за консультаційні та агентські послуги, яких насправді надано не було, а також за фактом легалізації доходів, одержаних злочинним шляхом.
У грудні 2014 року гроші на рахунку матері Бондарчука були заарештовані як такі, що могли мати злочинне походження.
Але у серпні 2019 року мати підозрюваного померла і за заповітом має єдину спадкоємницю на все майно, в тому числі на арештований депозитний вклад. Тому спадкоємниця звернулася про скасування арешту, оскільки сама не є підозрюваною і не має відношення до кримінальної справи.
Слідчий суддя відзначив слушність доводів, що сума арештованих 10 млн доларів значно перевищує суму інкримінованої шкоди.
Зважаючи на тривалий час перебування під арештом і розслідування справи понад 5 років, за який не доведено злочинне походження коштів, вбачається безпідставне обмеження права власності на володіння, користування та розпорядження майном, а тому суд вирішив клопотання задовольнити.